# 荔波睑虎
荔波睑虎（学名：Goniurosaurus liboensis）一种睑虎科睑虎属爬行动物，仅分布于中国贵州茂兰国家级自然保护区和广西壮族自治区环江县木论国家级自然保护区。其种加词“liboensis”意为“贵州荔波的”。